# 卡洛斯·克拉克
卡洛斯·R·克拉克（英語：Carlos R. Clark，1960年8月10日—），美国NBA联盟前职业篮球运动员。他在1983年的NBA选秀中第4轮第21顺位被波士顿凯尔特人选中。